# Municipio de Nashville (Carolina del Norte)
El municipio de Nashville (en inglés: Nashville Township) es un municipio ubicado en el  condado de Nash en el estado estadounidense de Carolina del Norte. En el año 2010 tenía una población de 10.238 habitantes.

## Geografía
El municipio de Nashville se encuentra ubicado en las coordenadas 35°58′33.55″N 77°57′51.95″O / 35.9759861, -77.9644306.